# Kia Pop
De Kia Pop is een conceptauto van het Zuid-Koreaanse automerk Kia. De auto werd voor het eerst aan het publiek getoond tijdens de Mondial de l'Automobile van 2010.

## Aandrijving
De Pop wordt aangedreven door een elektromotor met een vermogen van 50 kW. Als de accu's volledig zijn opgeladen heeft de Pop een bereik van 160 km.